# Riodina
Genre
Riodina est un genre d'insectes lépidoptères de la famille des Riodinidae qui résident en Amérique du Sud.

## Dénomination
Le nom Riodina leur a été donné par John Obadiah Westwood en  1851.
Synonyme : Erycina Fabricius, 1807.

## Liste des espèces
- Riodina lycisca (Hewitson, [1853]) ; présent en Argentine, au Paraguay et au Brésil.
- Riodina lysippus (Linnaeus, 1758) ; présent en Guyane, en Guyana, au Venezuela, en Bolivie, en  Équateur et au Brésil.
- Riodina lysippoides Berg, 1882 ; présent en Argentine et au Brésil.

### Source
- Riodina sur funet